# 아이사이트

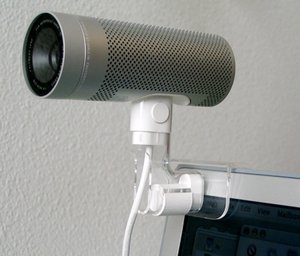
아이사이트

아이사이트(iSight)는 애플에서 개발해 판매했던 웹캠으로, 파이어와이어 케이블로 컴퓨터와 연결한 다음, 현재 유통되는 애플 디스플레이, 랩탑 컴퓨터, 올인원 데스크톱 컴퓨터 또는 평면에 올려 사용한다. 또 아이맥, 맥북, 맥북 에어, 맥북 프로 컴퓨터에 내장된 카메라를 뜻하기도 한다.
2003년 월드와이드 개발자 회의 (WWDC)에서 애플의 영상 회의 클라이언트인 아이챗 AV와 같이 사용될 용도로 처음 소개되었다. 아이무비 (버전 4 이상)에서도 아이사이트로 영상을 촬영할 수 있다. 2005년 4월, 애플은 소리 기능을 향상하는 펌웨어 업데이트를 발표했고, 2006년 12월 16일부터 온라인을 포함한 애플 공식 스토어에서는 판매하지 않는다.

## 설계
640x480 해상도의 VGA 해상도를 지원하는 ¼인치 컬러 CCD와 맞춤 설계된 세 부분의 F/2.8 렌즈가 두 가지 비구면 요소와 함께 탑재되어 있다. 자동 노출과 50 mm 자동 초점 기능을 지원하며 24색상에 초당 30프레임으로 다양한 셔터 속도를 이용해 비디오 촬영도 가능하다. 그러나 아이사이트는 대략 78ms의 이미지 지연 시간이 있다. 아이사이트는 소음 감소 기능을 탑재한 내장 마이크도 포함되어 있다. 카메라는 기기의 ¼밖에 차지하지 않고, 나머지는 주로 마이크 두 개와 설치 소켓이 차지한다.
무게는 63.8그램이며 소리, 영상, 전원 기능을 위해 파이어와이어 400 (IEEE 1994a) 단선을 사용한다. 카메라는 사용하지 않을 때도 열심히 작동한다. 네 가지 카메라 설치 받침대, 플라스틱 튜브 케이스, 파이어와이어 카메라 마운트 어댑터가 포함되며, 사용자는 자신의 모니터 또는 설치할 장소에 맞는 설치 받침대를 선택하면 된다. 맥 오에스 텐과 완벽히 호환되며 부분적으로 마이크로소프트 윈도우와 리눅스와도 호환된다.
아이사이트는 카메라 사용중일 때 빛나는 작은 초록색 LED를 가지고 있다. 또한 카메라 앞에는 돌리면 닫히는 조리개가 있다.

## 내장형

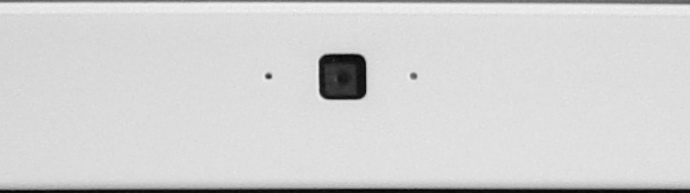
맥북에 내장된 아이사이트

맥북 시리즈, 2005년 말 이후 생산된 아이맥, LED 시네마 디스플레이에 장착된 비디오 카메라도 아이사이트라는 이름을 사용한다. 내장 아이사이트는 파이어와이어가 아닌 USB 2.0 인터페이스를 사용하며, 플라스틱 렌즈에, 고정 포커스, 그리고 CMOS 활성 픽셀 센서를 사용한다.